# David Solórzano
David Sebastián Solórzano Sánchez (Diriamba, 5 novembre 1980) è un calciatore nicaraguense, difensore dell'UNAN.

## Carriera

### Club
Comincia a giocare al Diriangén. Nel 2000 si trasferisce al Parmalat. Nel 2001 torna al Diriangén e vi milita fino al 2003. Nel 2003 passa al Real Estelí. Nel 2005 si trasferisce al Masatepe. Nel 2007 viene acquistato dal Diriangén, in cui milita per 9 anni. Nell'estate 2016 passa all'UNAN.

### Nazionale
Ha debuttato in Nazionale nel 1999. Ha partecipato, con la maglia della Nazionale, alla Gold Cup 2009. Ha giocato con la Nazionale fino al 2014.